# David Livingstone
David Livingstone, född 19 mars 1813 i Blantyre i South Lanarkshire, död 1 maj 1873 i Old Chitambo i kungariket Kazembe (i nuvarande Zambia), var en brittisk (skotsk) missionär och upptäcktsresande.

## Biografi
Livingstone växte upp i ett fattigt religiöst småborgerligt hem och började som tioåring arbeta på en bomullsfabrik. Han fick dock möjlighet att studera, och läste grekiska, medicin och teologi vid University of Glasgow.
Livingstone bestämde sig för att bli läkarmissionär. Efter fyra års studier kom han i kontakt med Robert Moffat och efter genomgången kurs hos Londons missionssällskap avreste han 1840 för att överta sällskapets missionsstation i Kuruman, Bechuanalandprotektoratet. Redan tidigt insåg Livingstone att missionsverksamheten måste kombineras med praktisk kännedom om land och folk och påbörjade genast vittgående forskningsfärder.
Livingstone kom att bli den förste vite som korsade Kalahariöknen och 1849 upptäckte han Ngamisjön. Två år senare kartlade han stora delar av Zambezis övre lopp. Under dessa år greps Livingstone av allt djupare avsky för slavhandeln, och trots allvarliga konflikter med bland annat boerna inledde han energisk strid däremot. 1853 startade han sin stora färd till makololefolket söder om Zambezi, bland annat för att organisera handelsförbindelser och nådde Luanda vid Atlanten 1854, varefter han vände och kom till Quelimane i Moçambique vid Indiska oceanen 1856. Under vägen upptäcktes Victoriafallen i Zambesi.
Vid hemkomsten 1856 lämnade han sin ställning i missionssällskapet men förblev alltid dess intressen trogen och skrev den berömda Missionary Travels (1857, svensk översättning 2 band 1859–1860).
År 1858 utnämndes Livingstone till brittisk konsul i Quelimane. Han utforskade 1858–1864 Öst- och Centralafrika samt kom under dessa år till Chilwa-, och Malawisjön. Sina upplevelser från denna expedition beskrev han i Narrative of an Expedition to the Zambesi and its tributaries. Efter nytt besök i hemlandet företog han 1866 en ny expedition utan vita följeslagare från Mikindani dels för att bekämpa slavhandeln men också för att finna Nilens källor. Han nådde Moerosjöarna samt 1869 Ujiji vid östra stranden av Tanganyika, som åter lämnades i juli 1870. Vid Ujiji hade ditsänd proviant stulits, och efter ett års vandringar med bland annat arabstammar kom Livingstone i mars 1871 till Nyangwe vid Lualaba, som han trodde var Nilen. Livingstones hälsa var nu mycket dålig och han hade svåra konflikter med arabiska slavjägare på grund av massakrer som dessa gjorde sig skyldiga till. I juli 1871 lämnade Livingstone Nyangwe och kom i oktober 1871 åter till Ujiji, där han väntat varor och post, som än en gång stulits. Även Livingstones egna brev hade försvunnit, så några meddelanden om hans förehavanden hade inte nått Storbritannien.
Rykten om hans död publicerades nu runt om i världen. En undsättningsexpedition under ledning av Edward Young utsändes och rapporterade snart att Livingstone troligen levde. En ny startade med journalisten Henry Morton Stanley som chef. Stanley fann Livingstone den 10 november 1871 i Ujiji vid Tanganyika, där Stanley enligt historien yttrade de berömda orden "Doctor Livingstone, I presume?" ("Doktor Livingstone, förmodar jag?").
På initiativ av geografiska sällskapet reste nu Livingstone tillsammans med Stanley till områdena vid Tanganyikas norra del och nådde över Ujiji Unyamyembe. Här skildes de båda åt, och Stanley nådde Zanzibarkusten varifrån han sände undsättning i maj 1872. Väl rustad men med ytterligt nedbruten hälsa fortsatte Livingstone i augusti för att söka Nilens källor. Han nådde åter Tanganyikasjön i oktober och följde dess sydöstra stränder. Genom Bangweulusjöns sumpmarker kom han till sjöns sydände.
Här avled Livingstone av dysenteri i byn Old Chitambo i nuvarande Zambia; hans tjänare fann honom på morgonen den 1 maj 1873 död, i knäböjande ställning vid sängen. Lokalbefolkningen balsamerade hans kropp och bar den till kusten så att den kunde skickas till Storbritannien, där han begravdes i Westminster Abbey i London.
Livingstone ritade kartor över Afrika och gjorde mycket för omvärldens kännedom om denna världsdel. Han sägs ha varit mycket älskad av de infödda i de trakter han utforskade och han deltog i deras vardagliga liv. Livingstone hjälpte också till med att göra slut på arabernas slavhandel på den afrikanska kontinenten.